# Solarglas
Solarglas (englisch collector glazing) ist ein spezielles Glas zur Abdeckung von thermischen Solarkollektoren und in der Photovoltaik.
Das Glas soll möglichst viel Sonnenstrahlung in den Kollektor einfallen lassen. Denkbar sind auch wellenlängenselektive Reflexschichten (z. B. dünne Metallschichten), um die vom Absorber reemittierte Wärmestrahlung wieder zurück zu reflektieren. Diese Beschichtungen sind jedoch hinsichtlich ihrer Alterung ein Risiko, weshalb sie nicht verbreitet sind. Dagegen bieten Antireflexbeschichtungen, um die an den Glas-Grenzflächen aufgrund des Brechungsindex stattfindende Licht-Reflexion zu verringern, eine weit verbreitete Möglichkeit zur Steigerung des Ertrags von Solarmodulen. 
Solarglas hat gegenüber Fensterglas folgende Unterschiede:
- Durch geringeren Eisengehalt ist es transparenter.
- Es ist oft thermisch oder chemisch gehärtet (Einscheibensicherheitsglas), um mechanischen Beanspruchungen besser gerecht zu werden (Hagel) und besitzt eine höhere Temperaturwechselbeständigkeit als Fensterglas, um lateral inhomogene Temperaturverteilung besser ertragen zu können.
- Solarglas wird in Klassen eingeteilt und mit diesen gekennzeichnet, um einen Vergleich zuzulassen. Zur Klasseneinteilung wird eine ideale ebene (also unstrukturierte) Scheibe mit Transmissionsgrad 1 als Referenz angenommen.
- Solarglas ist durch einen sogenannten Glaswirkungsgrad spezifiziert. Er setzt sich aus der Transparenz, der Winkelabhängigkeit der Transparenz (Winkelgewichtungsfaktor) und zwei Degradationsfaktoren zusammen: Alterung und Ultraviolett-Degradation.

Im Bereich des Produktionsgartenbaus wird heutzutage vermehrt auf die Verwendung von Solarglas als Bedachungsmaterial gesetzt. Studien haben ergeben, dass die erhöhte Durchlässigkeit im UV-Bereich für den Pflanzenbestand teils positive Auswirkungen haben kann. So wird eine höhere Abhärtung der Pflanzen erreicht, die Pflanzen akkumulieren mehr schützende Inhaltsstoffe und bringen teils intensivere Blütenfarben hervor. Auch eine Veränderung der Farbe der Blätter und Blüten ist möglich.